# Eugenia dodoana
Eugenia dodoana är en myrtenväxtart som beskrevs av Adolf Engler och Wilhelm Georg Baptist Alexander von Brehmer. Eugenia dodoana ingår i släktet Eugenia och familjen myrtenväxter.
Artens utbredningsområde är Kamerun. Inga underarter finns listade i Catalogue of Life.